# Ivan Udodov
Ivan Vassilievitch Udodov (em russo:  Иван Васильевич Удодов; 20 de maio de 1924, em Gluboki, oblast de Rostov – 16 de outubro de 1981) foi um halterofilista russo, que competiu pela União Soviética.
Ivan Udodov ganhou medalha de ouro nos Jogos Olímpicos de 1952 e no campeonato mundial de 1953. Foi ainda por duas vezes vice-campeão mundial.